# Erinacea anthyllis

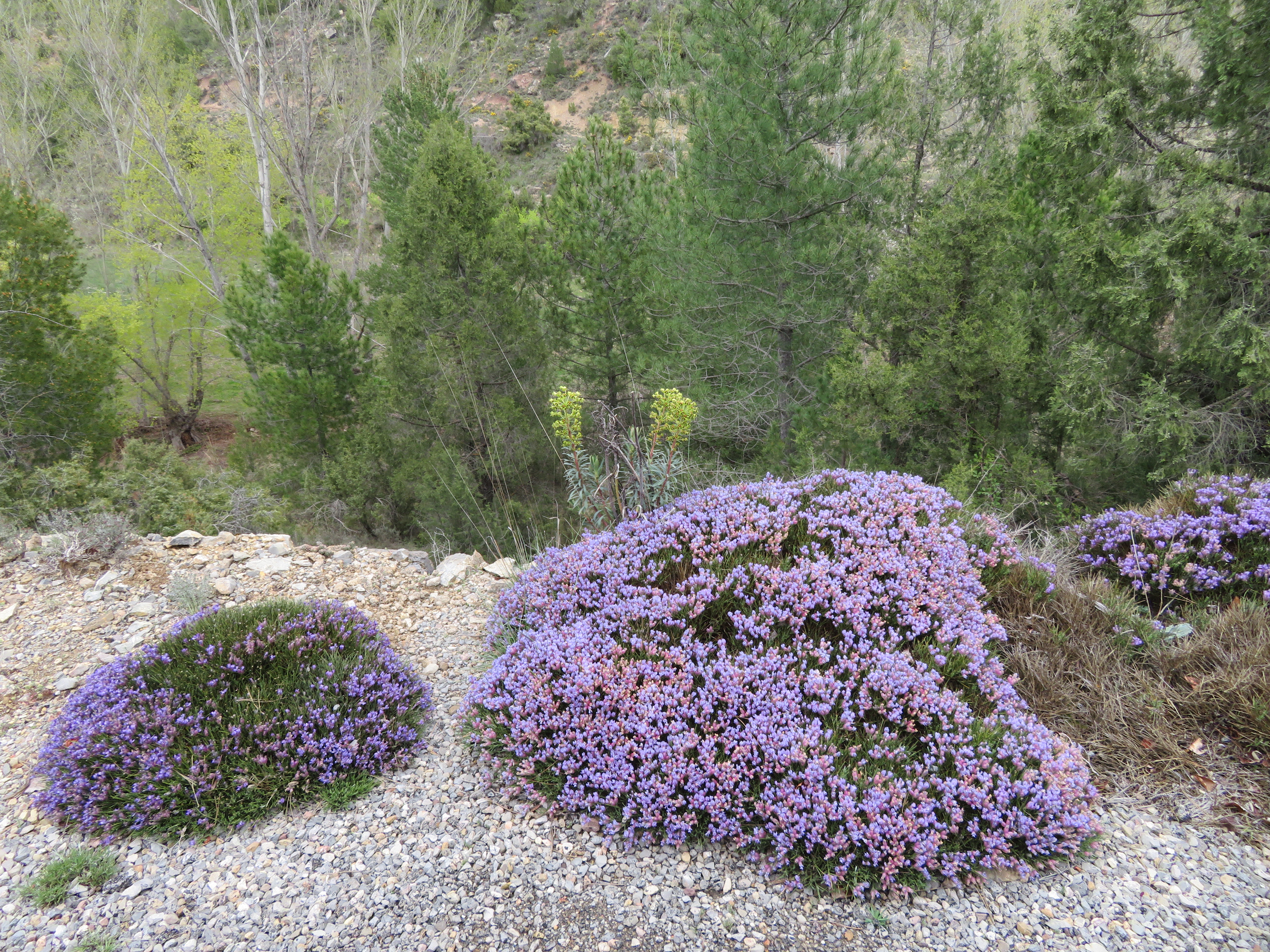
Cojín de monja, asiento de pastor (Erinacea anthyllis), lugar vega del río Paraísos en Manzanera (Teruel), España.

Erinacea anthyllis es una especie de plantas de la familia de las fabáceas. Es originaria de lugares montañosos de los Pirineos, región del Mediterráneo y Marruecos.

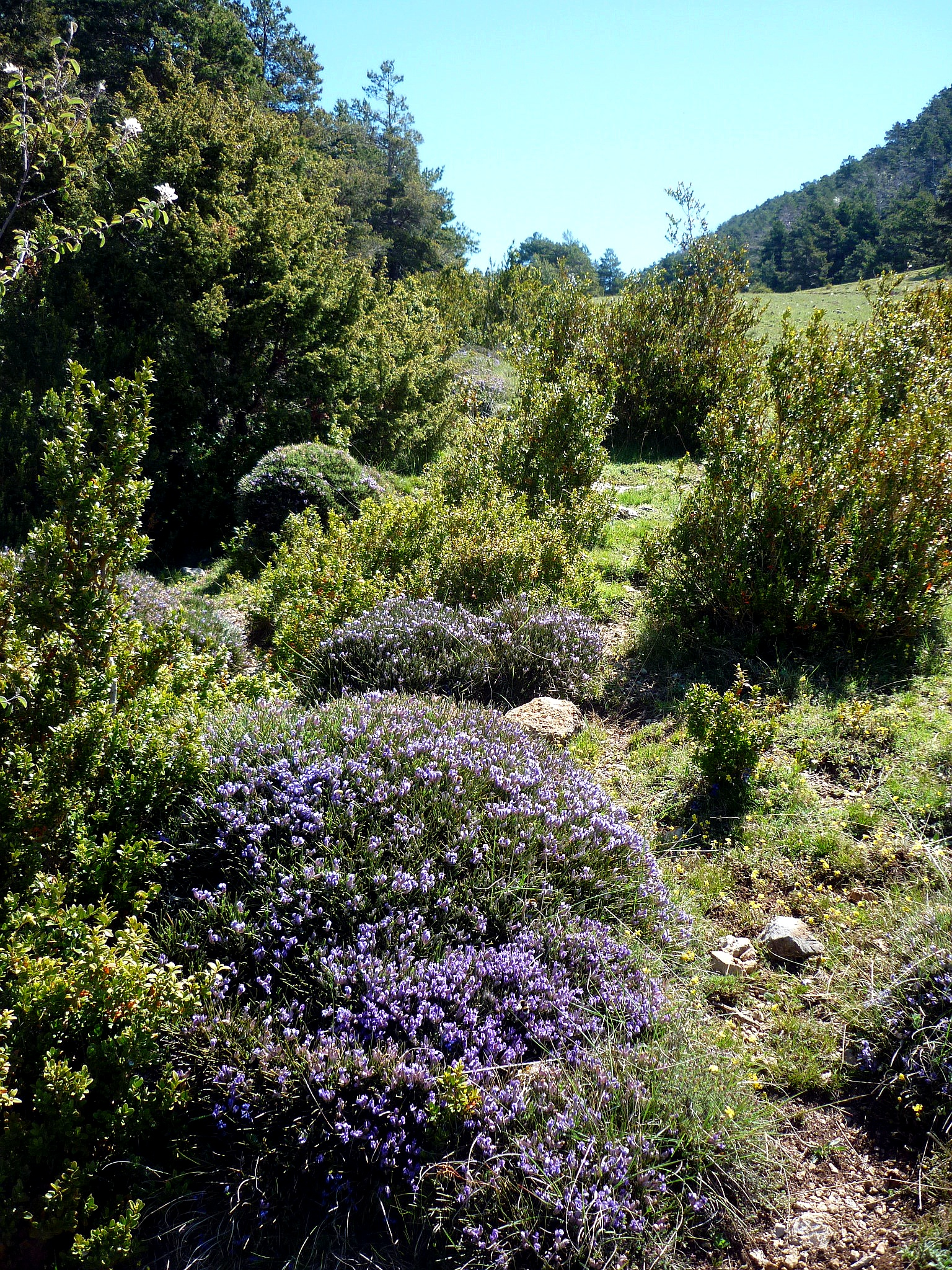
En su hábitat

## Descripción
Forma matas pulvinulares. Tiene tallos de hasta 30 cm de altura, abundantemente ramificados, con extremos de las ramas lignificados y espinosos. Hojas muy pequeñas, con 1-3 folíolos, caducas; folíolos linear-lanceolados, seríceos. Brácteas trifoliadas. Cáliz de 10-15 mm, seríceo. Corola de 13-19 mm, azul-violeta. Legumbre de 13-20 mm, con indumento viloso-plateado. Tiene un número de cromosomas de 2n =26, 28. Florece y fructifica de mayo a agosto.

## Distribución y hábitat
Se encuentra en matorrales almohadillados sobre calizas o dolomías, y rara vez sobre esquistos; a una altitud de (500)1000-1800(2300) metros en el S de Francia (Pirineos Orientales), península ibérica y Norte de África (Marruecos, Argelia y Túnez). En el NE de Argelia (montañas de Aurés) y Túnez se encuentra E. anthyllis subsp. schoenenbergeri Raynaud (in Bull. Soc. Bot. France 123: 584, 1977), que se distingue de E. anthyllis subsp. anthyllis por tener hojas trifolioladas y corola rosada.

## Taxonomía
Erinacea anthyllis fue descrita por Johann Heinrich Friedrich Link y publicado en Handbuch zur Erkennung der nutzbarsten und am häufigsten vorkommenden Gewächse 2: 156. 1829.
Etimología
Erinacea: nombre genérico derivado del latín que significa "semejante a un erizo".
Sinonimia
- Erinacea pungens Boiss.[7]

## Nombres comunes
- Recibe un sinnúmero de nombres comunes : aliaga, argelaga marina, arizo, asiento de monja, asiento de pastor, aulaga almohadillada, aulaga merina, cadiva, cambrión, cambrones, cambrón, cojín de monja, cojín de pastor, cuchins de monja, erizada, erizo, erizo de flores azules, erizos, erizón, escambrón, manca perro, matacabras, pionio, piorno, piorno azul, piorno de flor azul, piorno negro, rascachochos, rascaculos, retama azul, toliaga, toliaga macho, toliaga negra, tollaga, toyaga, ulaga marina, ulaga merina.[8]